# Křída (hrad)
Křída je zaniklý hrad v katastrálním území Jabloneček na východní hranici okresu Česká Lípa. Stál v bývalém vojenském prostoru Ralsko na ostrožně nad pravým břehem potoka Zábrdka v nadmořské výšce asi 335 m. Dochovaly se z něj pouze terénní relikty.

## Historie
Neznáme jednoznačné písemné prameny, které by se k hradu vztahovaly. Pouze název Křída je znám z predikátu Peška Kabáta z Křídy z roku 1356 a tvrz je snad zmíněna ještě v roce 1396, kdy na ní sídlil Mutyně z Křídy. S tím se shoduje také datace nalezených keramických střepů.

## Stavební podoba
Hrad měl přibližně trojúhelníkový půdorys a od zbytku ostrožny ho odděloval široký šíjový příkop, který je nejvýraznějším pozůstatkem hradu. Archeologický výzkum z konce 60. let 20. století však odhalil základy kamenné budovy o rozměrech 15 × 6 m.

## Obec Křída
Po hradu byla pravděpodobně pojmenována o něco novější nedaleká obec Křída, která spolu se stejnojmenným katastrálním územím zanikla po 2. světové válce.

## Přístup
Na hrad nevede žádná značená cesta, ale je možné jet z Cetenova na západ po silnici, po které vede značená cyklotrasa č. 25. Po překonání údolí Zábrdky z ní doleva odbočuje úzká asfaltovaná cesta k místu, kde stával mlýn Sauermühle. Ostrožna se zbytky hradu se nachází asi sto metrů od moderní budovy, která v místech bývalého mlýna stojí.